# Лоцманов, Дмитрий Николаевич
Дмитрий Николаевич Лоцманов (родился 2 марта 1975, Армавир, Краснодарский край, РСФСР, СССР) — российский политический деятель, член партии Единая Россия, депутат Законодательного собрания Краснодарского края в 2017—2021 годах. С 2021 года депутат Государственной думы VIII созыва от Краснодарского края. Член комитета Государственной думы по аграрным вопросам. 

## Биография
Дмитрий Лоцманов родился в Армавире в 1975 году. В 1996 году он окончил Высший экономический колледж Кубанского государственного технологического университета по специальности «менеджмент», затем работал в фирмах «Кубань-Юнион-Бизнес» и «Кубаньхлеб». В последней, основанной его отцом, Лоцманов стал в 2004 году генеральным директором. В том же году он начал политическую карьеру, став депутатом совета Тихорецка от «Единой России». В 2008—2017 годах заседал в совете Тихорецкого района (с 2013 года как председатель), в 2017—2021 годах — в Законодательном собрании Краснодарского края. В 2021 году победил на выборах по одномандатному округу в Государственную думу VIII созыва и стал депутатом от Краснодарского края в составе фракции «Единой России».
В 2020 году Лоцманов вошёл в рейтинг богатейших госслужащих и депутатов России по версии журнала «Форбс». С годовым доходом в 328 миллионов рублей он занял 39-ю строку в этом рейтинге.
Из-за поддержки российско-украинской войны Лоцманов находится под санкциями 27 стран ЕС, Великобритании, США, Канады, Швейцарии, Австралии, Украины, Новой Зеландии.